# 美苞柯
美苞柯（学名：Lithocarpus calolepis）为壳斗科柯属的植物，是中国的特有植物。分布在中国大陆的云南等地，生长于海拔1,000米至1,800米的地区，一般生长在石灰岩山地杂木林中湿润地方，目前尚未由人工引种栽培。

## 别名
美苞石栎